# 네페르카레 켄두

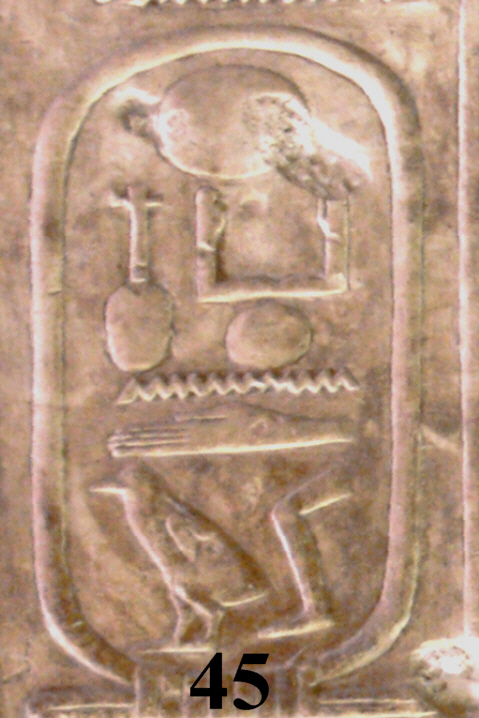

네페르카레 켄두(Neferkare Khendu) 혹은 네페르카레 4세(Neferkare IV)는 이집트 제1중간기의 파라오로, '레의 영혼은 아름답다'라는 뜻이다. 아비도스 왕 목록에만 등장한다.
| 전임 제드카레 셰마이 ? | 이집트 제7왕조의 파라오 ? | 후임 메렌호르 ? |